# Pontus de Tyard

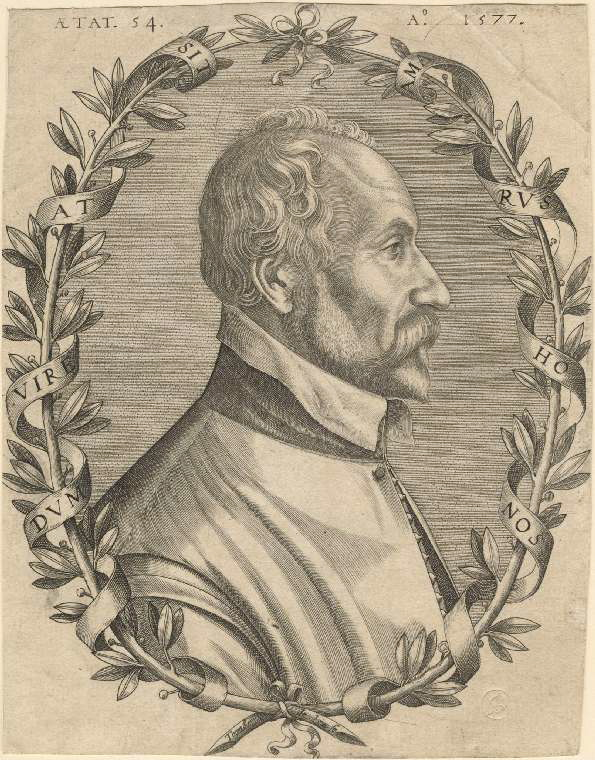
Pontus de Tyard.

Pontus de Tyard, född den 20 april 1521 i Bissy-sur-Fley, död den 23 september 1605 i Bragny-sur-Saône, var en fransk skald.
Tyard, som var biskop i Chalon-sur-Saône, var vän till Ronsard och medlem av dennes skaldekrets, Plejaden. I Erreurs amoureuses (1549–1555) och Oeuvres poétiques (1573) betonade han med iver sedlighetens krav.